# Сернијебо
Сернијебо (фр. Cerniébaud) је насеље и општина у источној Француској у региону Франш-Конте, у департману Јура која припада префектури Лон ле Соније.
По подацима из 2011. године у општини је живело 71 становника, а густина насељености је износила 6,74 становника/km². Општина се простире на површини од 10,53 km². Налази се на средњој надморској висини од 987 метара (максималној 1.237 m, а минималној 926 m).

## Демографија
| 1962. | 1968. | 1975. | 1982. | 1990. | 1999. | 2011. |
| ----- | ----- | ----- | ----- | ----- | ----- | ----- |
| 59    | 74    | 65    | 55    | 49    | 53    | 71    |

График промене броја становника у току последњих година